# Aricidea tetrabranchia
Aricidea tetrabranchia är en ringmaskart som beskrevs av Hartman och Fauchald 1971. Aricidea tetrabranchia ingår i släktet Aricidea och familjen Paraonidae. Inga underarter finns listade i Catalogue of Life.